# Жуан Амарал
Жуан Амарал (порт. João Amaral, нар. 7 вересня 1991, Віла-Нова-де-Гайя) — португальський футболіст, нападник клубу «Лех». Виступав, зокрема, за клуби «кальчіо Кандаль» та «Віторія» (Сетубал).

## Кар'єра гравця
Народився 7 вересня 1991 року в місті Віла-Нова-де-Гайя. Вихованець юнацьких команди з рідного міста — «Вілановенсе», на молодіжному рівні також виступав у клубах «Віла» та «Кандал». У дорослому футболі дебютував 2010 року виступами за команду клубу «Кандаль», в якій провів два сезони, взявши участь у 65 матчах чемпіонату. Потім виступав в інших аматорських та нижчолігових клубах — «Падроенсе», «Мірандела», «Педрас Рубрас» та «Олівейренсі». Паралельно з футбольною кар'єрою до 24 років працював на заводі з виготовлення винних етикеток.
Під час виступів за «Педрас Рубрас» демонстрував настільки яскраву гру, що його помітили скаути першої команди «Віторії» (Сетубал), до складу якої він потрапив напередодні початку сезону 2016/17 років. У вищому дивізіоні португальського чемпіонату дебютував 21 серпня 2016 року в нічийному поєдинку проти «Бенфіки». Жуан вийшов на поле в стартовому складі та відіграв 64 хвилини. Дебютним голом у чемпіонаті Португалії відзначився наступного тижня, завдяки чому допоміг обіграти «Ароуку» (2:0). Того сезону відзначився ще 4-а голами та 2-а гольовими передачами, чим жопоміг своєму клубі фінішувати на 12-у місці в національному чемпіонаті. За два сезони у Прімейра-Лізі зіграв 66 матчів та відзначився 14-а голами. Своєю грою зацікавив віце-чемпіона Португалії — «Бенфіку».
29 травня 2018 року підписав 3-річний контракт з «Бенфікою», яка заплатила за нього 600 000 євро. Однак у найтитулованішій команді Португалії дебютувати не встиг, оскільки 21 липня 2018 року за півтора мільйони євро його контракт викупив познанський «Лех», водночас португалець став найдорожим гравцем, якого коли-небудь купував польський клуб.
Свій дебютний поєдинок у футболці «залізничників» провів 26 липня 2018 року в поєдинку другого раунду кваліфікації Ліги Європи проти білоруського «Шахтаря» (Солігорськ). Амарал вийшов на поле на 70-й хвилині, замінивши Дарко Євтича, а на 89-й хвилині матчу відзначився дебютним голом за польську команду, встановивши остаточний рахунок у матчі — 1:1. Станом на 7 березня 2019 року відіграв за команду з Познані 20 матчів у національному чемпіонаті.

## Статистика виступів

### Статистика клубних виступів
| Сезон                     | Команда                   | Чемпіонат                 | Чемпіонат | Чемпіонат | Національний кубок | Національний кубок | Національний кубок | Континентальні кубки | Континентальні кубки | Континентальні кубки | Інші змагання | Інші змагання | Інші змагання | Усього | Усього | Усього |
| Сезон                     | Команда                   | Ліга                      | Ігор      | Голів     | Ліга               | Ігор               | Голів              | Ліга                 | Ігор                 | Голів                | Ліга          | Ігор          | Голів         | Ігор   | Голів  |        |
| ------------------------- | ------------------------- | ------------------------- | --------- | --------- | ------------------ | ------------------ | ------------------ | -------------------- | -------------------- | -------------------- | ------------- | ------------- | ------------- | ------ | ------ | ------ |
| 2010–11                   | «Кандаль»                 | 3Д                        | 32        | 4         | КП                 | 2                  | 0                  |                      | -                    | -                    |               | -             | -             | 34     | 4      |        |
| 2011–12                   | «Кандаль»                 | POR                       | 31        | 10        |                    | -                  | -                  |                      | -                    | -                    |               | -             | -             | 31     | 10     |        |
| Усього за «Кандаль»       | Усього за «Кандаль»       | Усього за «Кандаль»       | 63        | 14        |                    | 2                  | 0                  |                      | -                    | -                    |               | -             | -             | 65     | 14     |        |
| 2012–13                   | «Падроенсе»               | 2Д                        | 30        | 3         | КП                 | 1                  | 0                  |                      | -                    | -                    |               | -             | -             | 31     | 3      |        |
| 2013–14                   | «Мірандела»               | 3Д                        | 32        | 6         | КП                 | 1                  | 0                  |                      | -                    | -                    |               | -             | -             | 33     | 6      |        |
| 2014-січ. 2015            | «Педрас Рубрас»           | 3Д                        | 8         | 1         | КП                 | 2                  | 1                  |                      | -                    | -                    |               | -             | -             | 10     | 2      |        |
| січ.-лют. 2015            | «Олівейренсі»             | 3Д                        | 21        | 6         | КП                 | 0                  | 0                  |                      | -                    | -                    |               | -             | -             | 21     | 6      |        |
| 2015–16                   | «Педрас Рубрас»           | 3Д                        | 32        | 6         | КП                 | 2                  | 0                  |                      | -                    | -                    |               | -             | -             | 34     | 6      |        |
| Усього за «Педрас Рубрас» | Усього за «Педрас Рубрас» | Усього за «Педрас Рубрас» | 40        | 7         |                    | 4                  | 1                  |                      | -                    | -                    |               | -             | -             | 44     | 8      |        |
| 2016–17                   | «Віторія» (Сетубал)       | ПЛ                        | 33        | 5         | КП+КПЛ             | 2+2                | 0                  |                      | -                    | -                    |               | -             | -             | 37     | 5      |        |
| Усього за кар'єру         | Усього за кар'єру         | Усього за кар'єру         | 219       | 41        |                    | 12                 | 1                  |                      | -                    | -                    |               | -             | -             | 231    | 42     |        |

## Титули і досягнення
- Чемпіон Польщі (1):

«Лех»: 2021-22